# UCI WorldTour 2020
Die UCI WorldTour 2020 war die 10. Ausgabe der höchsten Rennserie im Straßenradsport der Männer.

## Planungen
Die UCI WorldTour 2020 umfasste nach den Planungen der UCI – nach Absage der ursprünglich im Kalender aufgeführten Kalifornien-Rundfahrt – 36 Etappen- und Eintagesrennen auf vier Kontinenten, darunter die dreiwöchigen Grand Tours Tour de France, Giro d’Italia und Vuelta a España, sowie wichtige Klassiker, darunter die fünf Monumente des Radsports Mailand–Sanremo, Flandern-Rundfahrt, Paris–Roubaix, Lüttich–Bastogne–Lüttich und Lombardei-Rundfahrt. Die Wettbewerbe sollen von Januar bis Oktober 2020 stattfinden. Nicht mehr im Kalender der WorldTour aufgeführt ist die Türkei-Rundfahrt, die in den beiden vorangegangenen Ausgaben die Mindestpräsenz von 10 UCI WorldTeams nicht gewährleisten konnte.
Startberechtigt waren die besonders lizenzierten UCI WorldTeams, die bei allen Rennen, die bereits 2016 im Kalender standen auch zum Start verpflichtet waren. Aufgrund einer Reform des Straßenradsports waren außerdem aufgrund der sportlichen Ergebnisse ausgewählte UCI ProTeams startberechtigt, allerdings nicht zum Start verpflichtet. Weitere UCI ProTeams konnten durch den jeweiligen Veranstalter eines Rennens nach dessen Wahl eingeladen werden. Mit Genehmigung des Professional Cycling Council war außerdem ein Nationalteam des Gastgeberlandes zur Teilnahme berechtigt.
Als Neuerung sollte 2020 die UCI Classics Series eingeführt werden, in der die Eintagesrennen der UCI WorldTour zusammengefasst werden sollten. Im Gegensatz zur UCI WorldTour selbst, die seit 2019 keine eigene Gesamtwertung mehr hat, sollte nach Abschluss dieser Eintagesrennserie ein Gesamtsieger ausgezeichnet werden. Im Dezember 2019 erklärte die UCI die UCI Classics Series zu verschieben, mit dem Ziel die Rennserie später im Einvernehmen mit Teams, Rennorganisatoren und Fahrern einzuführen.

## Auswirkungen der Covid-19-Pandemie
Nachdem die UAE Tour Ende Februar infolge positiver Tests auf den COVID-19-Erreger SARS-CoV-2 um zwei Tage gekürzt wurde, erfolgte aufgrund behördlicher Auflagen im Zusammenhang mit der Verbreitung von COVID-19-Pandemie in Italien die Absage der für Anfang und Mitte März vorgesehenen Rennen Strade Bianche, Tirreno–Adriatico und Mailand–Sanremo. Der Veranstalter erklärte, er versuche die Rennen zu einem anderen Zeitpunkt nachzuholen. Weiterhin wurde Paris–Nizza pandemiebedingt um einen Tag verkürzt. Es folgten weitere Absagen aufgrund der Pandemie.
Am 5. Mai 2020 gab die UCI den neuen Rennkalender der WorldTour bekannt, der neben zahlreichen Verschiebungen auch die pandemiebedingten Absagen des E3 Prijs Vlaanderen, der Tour de Romandie, der Tour de Suisse, der Volta a Catalunya, der Baskenland-Rundfahrt und des Clásica San Sebastián berücksichtigte. Den Veranstalter der WorldTour-Eintagesrennen wurde die Möglichkeit gegeben, die Anzahl der Starter je Team auf sechs zu reduzieren; wenn die Veranstalter hiervon keinen Gebrauch machen, können die Teams zwischen sechs und sieben Startern wählen. Die Anzahl der Starter je Team bei den GrandTours blieb bei acht und die bei sonstigen WorldTour-Etappenrennen bei sieben Startern. Auf einem Meeting des Management Comitees der UCI wurden weitere Anpassungen vorgenommen, darunter weiteren Absagen. Anfang August wurde die zwischenzeitlich auf den 5. bis 10. November 2020 verschobene Tour of Guangxi endgültig abgesagt, Ebenso wurde das  auf den 19. Oktober verschobene Amstel Gold Race Ende September endgültig abgesagt, ebenso wie Anfang Oktober das auf den 25. Oktober 2020 verschobene Paris-Roubaix.

## Rennen
| ursprünglicher Termin   | neuer Kalender             | Rennen                       | Punkte | Sieger                       |
| ----------------------- | -------------------------- | ---------------------------- | ------ | ---------------------------- |
| 21.–26. Januar          | 21.–26. Januar             | Tour Down Under              | 0500   | Richie Porte (TFS)           |
| 2. Februar              | 2. Februar                 | C. Evans Great Ocean Race    | 0300   | Dries Devenyns (DQT)         |
| 23.–29. Februar         | 23.–27. Februar            | UAE Tour                     | 0300   | Adam Yates (MTS)             |
| 29. Februar             | 29. Februar                | Omloop Het Nieuwsblad        | 0300   | Jasper Stuyven (TFS)         |
| 7. März                 | 1. August                  | Strade Bianche               | 0300   | Wout van Aert (TJV)          |
| 8.–15. März             | 8.–14. März                | Paris–Nizza                  | 0500   | Maximilian Schachmann (BOH)  |
| 11.–17. März            | 7.–14. September           | Tirreno–Adriatico            | 0500   | Simon Yates (MTS)            |
| 21. März                | 8. August                  | Mailand–Sanremo              | 0500   | Wout van Aert (TJV)          |
| 23.–29. März            | abgesagt                   | Katalonien-Rundfahrt         | 0500   | abgesagt                     |
| 25. März                | 21. Oktober                | Driedaagse Brugge-De Panne   | 0300   | Yves Lampaert (DQT)          |
| 27. März                | abgesagt                   | E3-Preis Flandern            | 0400   | abgesagt                     |
| 29. März                | 11. Oktober                | Gent–Wevelgem (Details)      | 0400   | Mads Pedersen (TFS)          |
| 1. April                | abgesagt                   | Dwars door Vlaanderen        | 0300   | abgesagt                     |
| 5. April                | 18. Oktober                | Flandern-Rundfahrt (Details) | 0500   | Mathieu van der Poel (AFC)   |
| 6.–11. April            | abgesagt                   | Baskenland-Rundfahrt         | 0500   | abgesagt                     |
| 12. April               | 25. Oktober                | Paris–Roubaix                | 0500   | abgesagt                     |
| 19. April               | 10. Oktober                | Amstel Gold Race             | 0500   | abgesagt                     |
| 22. April               | 30. September              | La Flèche Wallonne           | 0400   | Marc Hirschi (SUN)           |
| 26. April               | 4. Oktober                 | Lüttich–Bastogne–Lüttich     | 0500   | Primož Roglič (TJV)          |
| 30. April–5. Mai        | abgesagt                   | Tour de Romandie             | 0500   | abgesagt                     |
| 1. Mai                  | abgesagt                   | Eschborn–Frankfurt           | 0300   | abgesagt                     |
| 9.–31. Mai              | 3.–25. Oktober             | Giro d’Italia (Details)      | 0850   | Tao Geoghegan Hart (IGD)     |
| 10.–16. Mai             | abgesagt                   | Kalifornien-Rundfahrt        | 0300   | abgesagt                     |
| 31. Mai–7. Juni         | 12.–16. August             | Critérium du Dauphiné        | 0500   | Daniel Felipe Martínez (EF1) |
| 6.–14. Juni             | abgesagt                   | Tour de Suisse               | 0500   | abgesagt                     |
| 27. Juni.–19. Juli      | 29. August – 20. September | Tour de France (Details)     | 1000   | Tadej Pogačar (UAD)          |
| 5.–11. Juli             | 5.–9. August               | Polen-Rundfahrt              | 0500   | Remco Evenepoel (DQT)        |
| 25. Juli                | abgesagt                   | Clásica San Sebastián        | 0400   | abgesagt                     |
| 14. Aug.–6. Sep.        | 20. Oktober – 8. November  | Vuelta a España (Details)    | 0850   | Primož Roglič (TJV)          |
| 16. August              | abgesagt                   | Prudential RideLondon        | 0300   | abgesagt                     |
| 16. August              | 3. Oktober                 | Cyclassics Hamburg           | 0400   | abgesagt                     |
| 23. August              | 25. August                 | Bretagne Classic             | 0400   | Michael Matthews (SUN)       |
| 31. August–6. September | 29. September – 3. Oktober | / BinckBank Tour             | 0500   | Mathieu van der Poel (AFC)   |
| 11. September           | 11. September              | GP de Québec                 | 0500   | abgesagt                     |
| 13. September           | 13. September              | GP de Montréal               | 0500   | abgesagt                     |
| 10. Oktober             | 15. August                 | Il Lombardia                 | 0500   | Jakob Fuglsang (AST)         |
| 15.–20. Oktober         | 5.–10. November 2020       | Gree-Tour of Guangxi         | 0300   | abgesagt                     |

## Teams
Im Oktober 2019 teilte die UCI mit, dass unter den Bewerbern einer UCI WorldTeam-Lizenz alle WorldTeams des Vorjahres und das ehemalige UCI Professional Continental Team Cofidis, Solutions Crédits (Name 2020: Cofidis) das sportliche Kriterium einer Lizenzierung erfüllt haben. Dabei übernahm das Team Israel Cycling Academy (Name 2020: Israel Start-Up Nation) die Lizenz des aufgelösten Teams Katusha Alpecin. Unter den Bewerbern für eine Lizenz als UCI ProTeam qualifizierte sich Total Direct Énergie für Pflichteinladungen bei allen Wettbewerben und Wanty-Gobert Cycling Team (Name 2020: Circus-Wanty Gobert) für Pflichteinladungen bei den WorldTour-Eintagesrennen. Die abschließende Lizenzierung als Voraussetzung für den Status als WorldTeam erfolgte durch die Entscheidung der Lizenzierungskommission aufgrund administrativer, ethischer und finanzieller Kriterien. Schließlich wurden alle sportlich qualifizierten Mannschaften – zuletzt Mitchelton-Scott als WorldTeam lizenziert.
| Name (UCI-Code)              | Betreiber                        | Nationalität                 | Radhersteller    |
| ---------------------------- | -------------------------------- | ---------------------------- | ---------------- |
| AG2R La Mondiale (ALM)       | EUSRL France Cyclisme            | Frankreich                   | Eddy Merckx      |
| Astana Pro Team (AST)        | Olympus Sarl                     | Kasachstan                   | Wilier Triestina |
| Bahrain-McLaren (TBM)        | Bahrain World Tour Cycling Team  | Bahrain                      | Merida           |
| Bora-hansgrohe (BOH)         | Ralph Denk pro cycling GmbH      | Deutschland                  | Specialized      |
| CCC Team (CPT)               | Continuum Sports LLC             | Polen                        | Giant            |
| Cofidis (COF)                | Cofidis Compétition EUSRL        | Frankreich                   | De Rosa          |
| Deceuninck-Quick-Step (DQT)  | Decolef lux sarl                 | Belgien                      | Specialized      |
| EF Pro Cycling (EF1)         | Slipstream Sports, LLC           | Vereinigte Staaten           | Cannondale       |
| Groupama-FDJ (GFC)           | Société de Gestion de L'Echappée | Frankreich                   | Lapierre         |
| Israel Start-Up Nation (ISN) | Cycling Academy Ltd.             | Israel                       | Factor           |
| Lotto Soudal (LTS)           | Belgian Cycling Project          | Belgien                      | Ridley           |
| Mitchelton-Scott (MTS)       | GreenEdge Cycling                | Australien                   | Scott Sports     |
| Movistar Team (MOV)          | Abarca Sports S.L.               | Spanien                      | Canyon Bicycles  |
| NTT Pro Cycling (NTT)        | Ryder Cycling                    | Südafrika                    | BMC              |
| Jumbo-Visma (TJV)            | Team Oranje Road BV              | Niederlande                  | Bianchi          |
| Team Ineos (INS)             | Tour Racing Limited              | Vereinigtes Königreich       | Pinarello        |
| Team Sunweb (SUN)            | SMS Cycling B.V.                 | Deutschland                  | Cervélo          |
| Trek-Segafredo (TFS)         | Trek Factory Racing              | Vereinigte Staaten           | Trek             |
| UAE Team Emirates (UAD)      | CGS Cycling Team AG              | Vereinigte Arabische Emirate | Colnago          |

→ Zu den UCI ProTeams 2020, darunter das für alle WorldTour-Rennen qualifizierte Total Direct Énergie-Team und das für alle WorldTour-Eintagesrennen qualifizierte Circus-Wanty Gobert-Team, siehe UCI ProSeries 2020#Teams.